# Músculo depresor del labio inferior
El músculo depresor del labio inferior (musculus depressor labii inferioris) es un músculo de la cara, la barba o mentón, por debajo y por dentro del triangular de los labios; par, de forma cuadrilátera, que va desde el maxilar inferior al labio inferior.

## Inserciones
Se inserta por abajo en el tercio interno de la línea oblicua externa del maxilar, inmediatamente por debajo del triangular. Al revés del triangular, que se dirige hacia arriba y afuera, se dirige éste hacia arriba y adentro, entrecruzándose parcialmente en la línea media con el del lado opuesto, y por fin va insertarse por arriba en la piel del labio inferior.

## Relaciones
Cubierto por el triangular en su origen, el cuadrado de la barba corresponde con la piel en el resto de su extensión. Los bordes internos de los dos músculos cuadrados circunscriben un espacio triangular de base inferior, en el que forman eminencia los músculos borlas de la barba. Su borde inferior se continúa en parte con el platisma.

## Inervación
Lo inerva los filetes mentonianos de la rama cervicofacial del nervio facial.

## Vascularización
Arteria labial inferior, arteria mental y arteria submental.

## Acción
El cuadrado de la barba dobla hacia fuera el labio inferior, y al propio tiempo lo dirige hacia abajo y afuera, de donde el nombre de músculo depresor del labio inferior con lo que lo designan algunos anatomistas.
- Datos: Q663261
- Multimedia: Depressor labii inferioris muscles / Q663261